# جانيس بيرد
جانيس بيرد (بالإنجليزية: Janice Baird)‏ هي مغنية ومغنية أوبرا وموسيقية أمريكية، ولدت في 10 يناير 1963 في نيويورك في الولايات المتحدة.